# Jennifer Heil

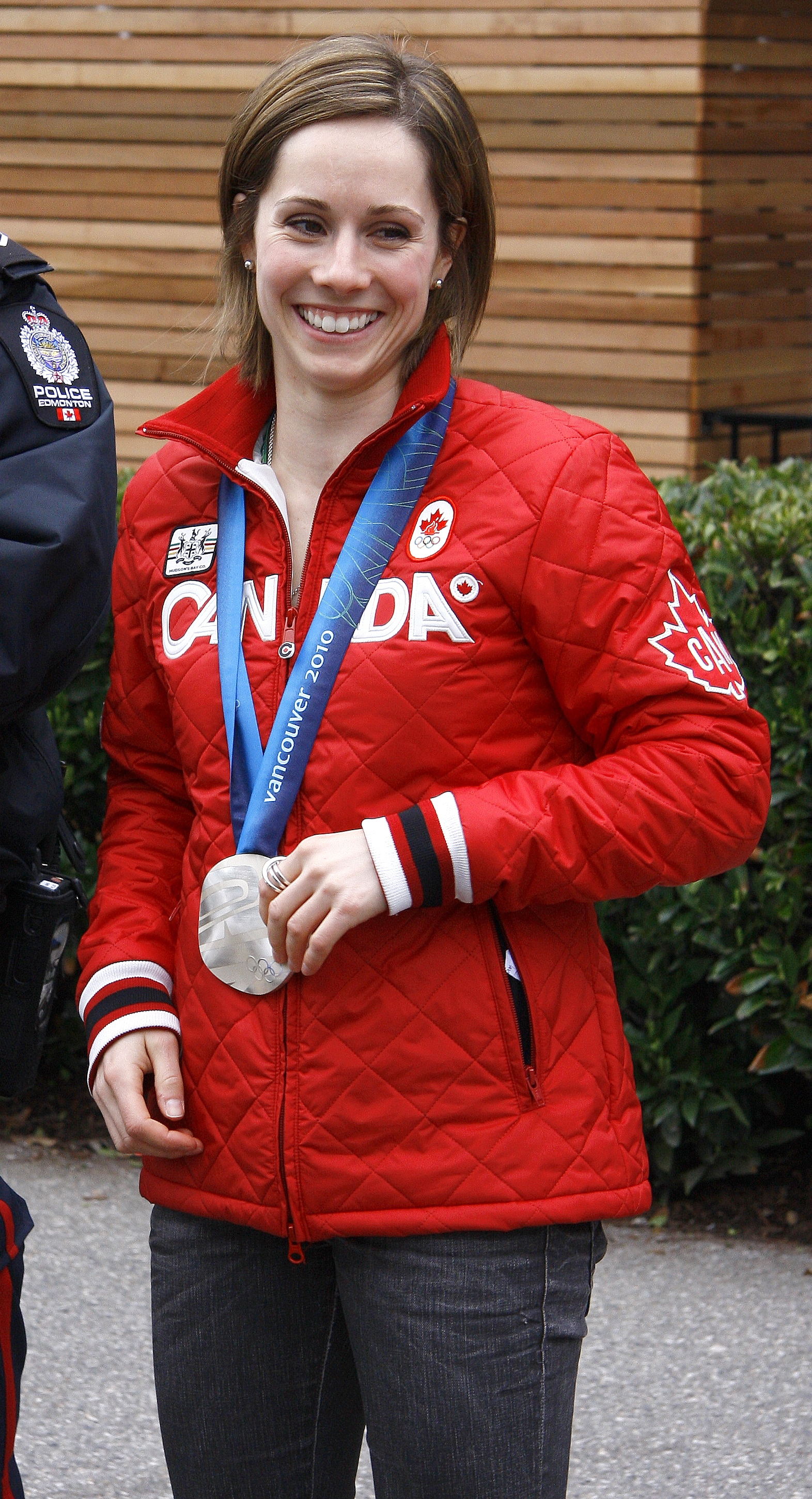
Jennifer Heil

Jennifer Heil, född 23 april 1983 i Edmonton, kanadensisk freestyleåkare som tog guld i puckelpist i OS i Turin och silver vid OS i Vancouver.